# Titanopsis (protista)
Titanopsis es un género de foraminífero bentónico considerado un sinónimo posterior de Storthosphaera de la subfamilia Stegnammininae, de la familia Stegnamminidae, de la superfamilia Psammosphaeridae, del Suborden Saccamminina y del orden Astrorhizida. Su especie tipo era Titanopsis irregularis. Su rango cronoestratigráfico abarcaba el Holoceno.

## Discusión
Clasificaciones previas incluían Titanopsis en la subfamilia Psammosphaerinae, de la familia Psammosphaeridae, de la superfamilia Astrorhizoidea, así como en el suborden Textulariina del orden Textulariida.

## Clasificación
Titanopsis incluía a la siguiente especie:
- Titanopsis irregularis

Otra especie considerada en Titanopsis es:
- Titanopsis depressus , de posición genérica incierta